# Иоганн I (бургграф Нюрнберга)
Иоганн I (нем. Johann I. von Nürnberg; ок. 1279 — 1300) — бургграф Нюрнберга с 1297 года из династии Гогенцоллернов.

## Биография
Сын бургграфа Нюрнберга Фридриха III и его второй жены Елены Саксонской (ум. 1309). Обвенчан в 1297 году с Агнессой Гессенской (ум. 1335).
До самой смерти правил Нюрнбергом совместно со своим младшим братом Фридрихом IV. Когда в 1300 году он умер бездетным, его брат стал единовластным правителем Нюрнберга с титулом бургграфа.